# ملعب مونومينتال فيرغين دي شابي
ملعب مونومينال فيرغين دي شابي هو ملعب متعدد الاستخدام يقع في أريكويبا في بيرو . غالبا ما يتم استخدامه لمباريات كرة القدم . يسع الملعب لجلوس 40,217 متفرج . يعتبر الملعب الرسمي الذي يخوض فيه نادي ميلغار مبارياته المحلية . تم افتتاح الملعب في 1993 .